# NGC 2960
NGC 2960 est une vaste galaxie spirale située dans la constellation de l'Hydre. Sa vitesse par rapport au fond diffus cosmologique est de (5 283 ± 24) km/s, ce qui correspond à une distance de Hubble de 77,9 ± 5,5 Mpc (∼254 millions d'al). NGC 2960 a été découverte par l'astronome britannique John Herschel en 1826.
La classe de luminosité de NGC 2960 est I et elle présente une large raie HI. C'est aussi une galaxie LINER, c'est-à-dire une galaxie dont le noyau présente un spectre d'émission caractérisé par de larges raies d'atomes faiblement ionisés. Enfin, NGC 2960 est une galaxie active de type Seyfert 3. NGC 2960 est une galaxie dont le noyau brille dans le domaine de l'ultraviolet. Elle est inscrite dans le catalogue de Markarian sous la cote Mrk 1419 (MK 1419).
À ce jour, quatre mesures non basées sur le décalage vers le rouge (redshift) donnent une distance de 82,150 ± 22,729 Mpc (∼268 millions d'al), ce qui est à l'intérieur des valeurs de la distance de Hubble.

## Trou noir supermassif
Selon une étude réalisée auprès de 76 galaxies par Alister Graham en 2008, le bulbe central de NGC 2960 renferme un trou noir supermassif dont la masse est estimée à 1,2+0,3
 −0,3 × 107 {\displaystyle M_{\odot }}.